# Vítězslav Dostál
Vítězslav Dostál (* 21. listopadu 1959, Bílovec) je cestovatel a cyklista, který v letech 1994–1997 jako první Čech objel svět na kole.

## Sportovní začátky a cestovatelské plány
Narodil se jako nejstarší z pěti sourozenců. V roce 1965 dostal jako šestiletý své první kolo značky Pionýr. Dostal také žluté triko, které tehdejším klukům připomínalo cyklistickou legendu Jana Smolíka a Závod míru. Vyučil se horníkem a v letech 1977–1980 absolvoval Střední průmyslovou školu strojnickou v Opavě. V letech 1978–1980 prodělal parašutistický výcvik. Během vojenské služby začal trénovat maratonský běh. Pracoval jako mistr odborného výcviku. V prosinci 1984 se rozhodl spojit sportem získanou fyzickou kondici s touhou po cestování a začal plánovat cestu kolem světa. Inspirací mu byl český mořeplavec Richard Konkolski, který v letech 1972–1975 na své jachtě obeplul svět.

## První cesty
Začal se věnovat cyklistice, horolezectví, triatlonu a turistice. Jako triatlonista získal v letech 1983–1986 několikrát titul Železný muž. V letech 1985–1990 se vydal na horské přechody i horolezecké výstupy v Tatrách, bulharském Pirinu a amerických Skalnatých horách. Mezi lety 1985 a 1989 také podnikl vytrvalostní cyklistické výpravy do 16 evropských zemí, během kterých najezdil okolo 10 000 km. (V letech 1987 a 1988 jel k Jadranskému moři a v roce 1989 do Barcelony a zpět.) Při plánování cesty do USA mu pomohl získat vízum Jiří Lendl, otec tenisty Ivana Lendla. Na cestu mu také daroval 500 dolarů. V roce 1990 odletěl do Los Angeles a na kole se vydal na 7 500 km dlouhou cestu napříč USA do New Yorku. V roce 1992 přejel na kole 5 000 km z australského Darwinu do Melbourne. Ve stejném roce jel na čas z Aše do Čierné nad Tisou. Vzdálenost 1 026 km ujel za 56 hodin.

## Cesta kolem světa
Během příprav na cestu prodělal asi 15 očkování a nechal si vyoperovat slepé střevo. 18. září 1994 se vydal ze Staroměstského náměstí v Praze na 59 460 km dlouhou cestu kolem světa, při níž navštívil 58 zemí pěti kontinentů. Při startu jej vyprovázeli cestovatelé Jiří Hanzelka a Miroslav Zikmund. Cestoval postupně na dvou stejných speciálně upravených českých kolech značky Velamos. V prosinci 1994 byl na Sinajském poloostrově, Vánoce 1995 strávil v Austrálii a další v roce 1996 v Argentině. V Brazílii se setkal s prezidentem Václavem Havlem, který zde byl na státní návštěvě.
S prvním kolem dojel do australského Sydney. Za celou cestu musel čtyřikrát vyměnit řetěz a čtyřikrát sedmikolečko. Zadní kolo vyměnil sedmkrát, přední dvakrát. Spotřeboval 28 plášťů a mnoho duší. Defektů měl během cesty 107. Na kole vezl 35 kg výbavy (zimní a letní cyklistické oblečení, stan, spacák, karimatku, moskytiéru, malý vařič, ešus, lékárničku a základní hygienické vybavení). Rozpočet si stanovil 15 dolarů na den a na celou cestu potřeboval 1,2 milionu korun. Jako živnostník vykázal náklady jako pracovní cestu. Výpravu označil jako jednu z posledních svého druhu – bez navigace GPS, internetu a mobilu. Zpět dorazil 21. září 1997. Jeden jeho bicykl je vystaven ve sbírkách Národního technického muzea v Praze a druhý mu byl v roce 2003 odcizen.
O cestu kolem světa na kole se v roce 1986 jako první Čech pokoušel cyklista Vlastimil Svoboda s Jiřím Říhou, ale tehdejší československé úřady jim nedaly povolení k vycestování.

## Expedice PanAmericana
Na poslední velkou cyklistickou cestu odjel 29. července 2006 z Anchorage na Aljašce a projel síť silnic Panamericana. Přes Kanadu, USA, Mexiko, Guatemalu, Honduras, Salvador, Nikaraguu, Kostariku, Panamu, Kolumbii, Ekvádor, Peru a Chile dorazil 8. března 2007 do argentinského Ushuaia v Ohňové zemi. Vzdálenost 26 233 km ujel Vítězslav Dostál ve svých osmačtyřiceti letech za 223 dnů.

## Soukromý život
V restituci po svém dědečkovi získal statek v obci Hlubočec na Opavsku, kde pracuje jako soukromý zemědělec. Zdevastovaný statek postupně opravil a nazval Šťastná planeta. Každoročně se účastní cyklojízdy Ebicykl, na které astronomové objíždějí na kole hvězdárny v Česku a na Slovensku. Pořádá memoriál cyklisty Jana Veselého a závod Víťa Farm Tours. V letech 2015–2017 byl starostou obce Hlubočec. V roce 2015 propagoval ekologický projekt Zelená příkopa, který se věnoval čistým příkopům podél silnic. S manželkou Andreou má děti Annemarii (* 2006), Karolínu (* 2009) a Matyáše (* 2010).
Astronomka Lenka Šarounová na Ondřejovské hvězdárně objevila 13. září 1997 planetku č. 15902, kterou pojmenovala po Vítězslavu Dostálovi.